# Africalia
Africalia ist eine belgische Non-Profit-Organisation (Vzw/asbl) der Entwicklungszusammenarbeit mit kulturell orientierten Partnern. Der Verwaltungssitz befindet sich in der Rue du Congrès (Congresstraat) in Brüssel. Die Organisation besteht seit Ende des Jahres 2000. Africalia leistet einen Beitrag zur interkulturellen Kommunikation zwischen Afrika und Europa; dafür kooperiert sie mit Künstlern vorrangig aus zeitgenössischen Disziplinen. Sie erhält für dieses Handlungsfeld Unterstützung durch die Europäische Union und durch das belgische Staatssekretariat Coopération Belge au Développement, das auch die Gründung initiierte.

## Positionen
Die Programmatik von Africalia geht davon aus, dass Kreativität eine wichtige Basis für eine veränderte afrikanische Ökonomie ist. Kultur, Kunst und Kreativität bilden für Einzelpersonen und Gruppen eine bedeutungsvolle Grundlage. Kultur macht menschlich und bildet ein Grundrecht. Kreativität und Vorstellungskraft ermöglichen Selbstbestimmung und Befreiung von Fremdeinflüssen. Die Teilhabe an der Kultur sei für Menschen ebenso notwendig wie Trinkwasser und stimuliert den globalen sozialen und politischen Wandel. Kreativität ist kein Luxus, sondern eine unerschöpfliche, saubere und friedliche Ressource, die dauerhafte und menschenwürdige Arbeitsplätze ermöglicht.
Zu den wichtigen Handlungsfeldern von Africalia zählen: Audiovisuelle Kunst, Darstellende Kunst, Literatur und Bildende Kunst. Netzwerke von Künstlern sollen in den Betrachtungswinkel wirtschaftlicher Innovation und sozialer Transformation in Afrika gestellt werden. Belgische Kulturschaffende werden in die Aktivitäten einbezogen, um so auf das Kreativitätspotenziel in Afrika aufmerksam zu machen.

## Arbeitsformen
Africalia ermöglicht afrikanischen Organisationen technische und finanzielle Unterstützung auf einer partnerschaftlichen Basis, die der kulturellen Zusammenarbeit dient.
Die Programme in Afrika sind darauf ausgerichtet, vier Ziele zu erreichen: 
- gute bzw. korrekte Führung von kreativen und kulturellen Organisationen,
- Zugang zu Märkten für afrikanische kulturelle und kreative Produkte und Dienstleistungen über die Partner von Africalia,
- Stärkung von technischen und künstlerischen Fähigkeiten sowie Managementkompetenzen,
- Stärkung des Einflusses von Kultur in der Entwicklungspolitik.[2]

Africalia versteht die initiierten Kooperationsaktivitäten als ein Engagement mit nachhaltiger Wirkung für seine Partner, nicht als finanzielle Unterstützung für konkrete kulturelle Aktivitäten, wie Ausstellungen, Festivals oder Shows. Die Zusammenarbeit beruht auf einem über mehrere Jahre gesammeltes Fachwissen unter Berücksichtigung der Vorzüge, Stärken und Schwächen der einzelnen Partner sowie auf Erschließung von Ressourcen und Fachwissen, um langfristige Ziele mit Gemeinschaftssinn zu erreichen.
Als verbindliche Grundlagen werden von Africalia folgende Dokumente bzw. Verträge anerkannt:
- Paris-Deklaration über die Wirksamkeit der Entwicklungszusammenarbeit,
- UNESCO-Konvention zum Schutz der kulturellen Vielfalt,
- Cotonou-Abkommen,[4]
- Europäischer Konsens über die Entwicklungspolitik.

## Projekte in Afrika
An den von Africalia betriebenen Projekten sind Partner in folgenden Staaten beteiligt:
- Burkina Faso
- Demokratische Republik Kongo
- Kenia
- Ruanda
- Senegal
- Simbabwe
- Uganda.

## Diverses
Die Organisation darf nicht mit der in verschiedenen westafrikanischen Staaten von Abidjan aus organisierten wirtschaftspolitischen Konferenz AFRICALLIA verwechselt werden.